# Arsivik
Arsivik [ˈɑsːivik] (nach alter Rechtschreibung Arsivik) ist eine wüst gefallene grönländische Siedlung im Distrikt Ilulissat in der Avannaata Kommunia.

## Lage
Arsivik liegt an der Nordostküste der Insel Alluttoq (Arveprinsens Ejland). Vor dem Ort verläuft der Sund Arsiviup Ikera, der Alluttoq von der Insel Illuluarsuit Nunataat trennt. Arsivik liegt 29 km südöstlich von Qeqertaq und 57 km nördlich von Oqaatsut.

## Geschichte
Arsivik war schon vor der Kolonialzeit besiedelt und seither vermutlich durchgehend bewohnt. Der Ort gehörte ab 1911 zur Gemeinde Ataa.
1915 hatte Arsivik 18 Einwohner, die in zwei Häusern lebten. Es gab fünf Jäger, von denen einer als Leser tätig war. Kurze Zeit später (noch in den 1910er Jahren) stieg die Einwohnerzahl an, weil die Bewohner aus Qilersiut hierherzogen. Zwischen 1930 und 1947 hatte Arsivik schon zwischen 26 und 47 Einwohner. 1949 wurde der Wohnplatz dennoch aufgegeben.